# 三姫
三姫（さんひめ）は、歌舞伎で時代物の姫役のうち代表的かつ至難とされる三役の総称。歌舞伎の姫の役を赤地(緋色)の衣装(綸子)をつけることから〈赤姫（あかひめ）〉と呼び､その赤姫の中でも三つの代表的な大役を三姫と呼ぶ。
- 『本朝廿四孝』の八重垣姫
- 『鎌倉三代記』の時姫
- 『祇園祭礼信仰記』の雪姫

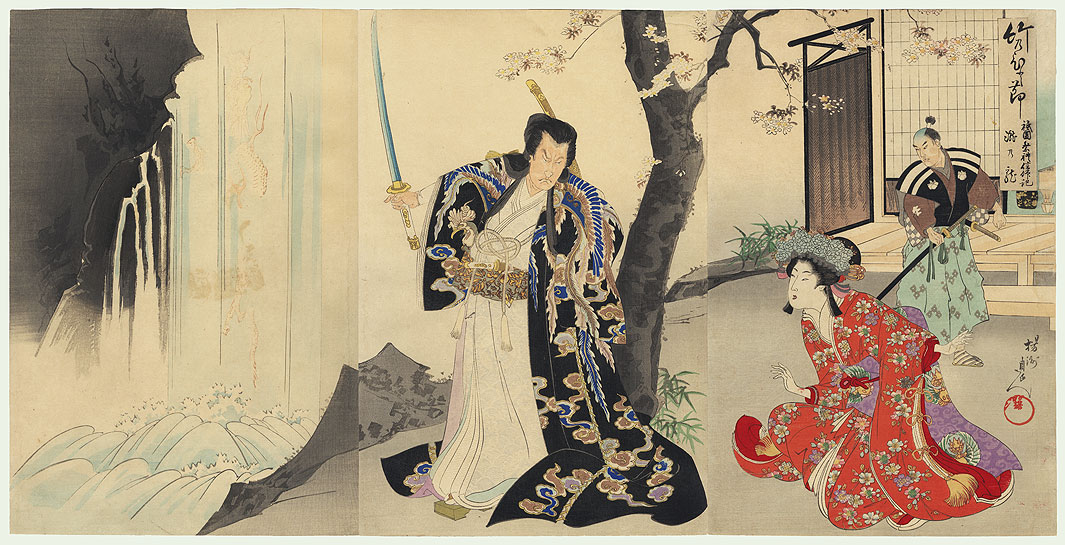
豊原周延「竹のひと節 祇園祭礼信仰記 瀧乃龍」

の3つの役をいう。いずれも難題に直面した際に大胆な行動を起こす姫であり、「八重垣姫」と「雪姫」の2役については霊力の描写があるなど、高い演技力や技術力が求められる難役。

## 八重垣姫
八重垣姫（やえがきひめ）は『本朝廿四孝（ほんちょうにじゅうしこう）』（近松半二・三好松洛ら合作）に登場する人物。越州長尾家に生まれ、室町幕府の調停により敵対する甲斐武田家の武田勝頼の許嫁とされる。暗殺事件の濡れ衣を着せられ自害させられたと思われていた勝頼が実は生きていたことを知り思いを遂げるが、直後に勝頼に危機が迫り、狐の法力を得て湖上を舞い上がり、勝頼に危機を知らせる。勝頼をめぐる恋のライバルである武田家の腰元濡衣との心理戦、狐の法力など心身ともに高度な技巧を要する。

## 時姫
時姫（ときひめ）は『鎌倉三代記（かまくらさんだいき）』（作者不詳・近松半二らと推定）に登場する人物。作品は大坂の陣での出来事を鎌倉時代に仮託したと考えられており、時姫は徳川秀忠の娘で豊臣秀頼に嫁した千姫の逸話をモデルにしているとされる。作中の時姫は北条時政の娘として描かれ、愛する三浦之助に父であり鎌倉幕府の得宗である時政を殺せば妻にすると唆されて激しく逡巡する。姫の可憐さや気品と、気の強さを併せ持ち、恋人と親との間で複雑に揺れる思いを抱える。

## 雪姫
雪姫（ゆきひめ）は『祇園祭礼信仰記（ぎおんさいれいしんこうき）』（中邑阿契・豊竹応律・黒蔵主・三津飲子・浅田一鳥 合作、特に人気の高い四段目「金閣寺」の外題で知られる）に登場する人物。天下を目論む松永大膳（史実上を松永久秀を仮託）により足利将軍の母慶寿院とともに幽閉された絵師雪村の娘・雪姫と婿・直信。大膳は将軍家の画所・将監である雪村に金の龍を描かせようとしていたが雪村は従わず死んでしまったため、代わりにこの二人に描かせようとするがやはり従わない。さらに大膳は雪姫に我が物にしようとするが、大膳こそが父・雪村の敵であると見抜いた雪姫は斬りかかる。あえなく捕らえられ、桜の木に縄で縛りつけられた雪姫が、つま先で桜の花びらを集め鼠を形作る。するとその鼠に命が宿り姫を縛る縄を噛みちぎり、雪姫は夫直信の救出に向かう。（「爪先鼠」の場）「国崩し」と呼ばれる天下の大悪党を相手に立ち向かうなか、対面している相手が父の敵であること、夫を亡き者にしようとしていることなどを知らされ、激しく感情が動く様や、縄に縛られ身体の自由が利かないなかでの「描いた鼠に命が宿る」という神秘描写を含む演技などに高い表現力が求められる。